# 2716 Тууліккі
2716 Тууліккі (2716 Tuulikki) — астероїд головного поясу, відкритий 7 жовтня 1939 року.
Тіссеранів параметр щодо Юпітера — 3,531.